# Bistum Penonomé
Das Bistum Penonomé (lateinisch Dioecesis Poenonomensis, spanisch Diócesis de Penonomé) ist eine römisch-katholische Diözese mit Sitz in Penonomé in Panama.
Papst Johannes Paul II. gründete mit der Bulle Quo aptius am 18. Dezember 1993 das Bistum Penonomé aus Gebietsabtretungen des Erzbistums Panama und unterstellte es diesem als Suffraganbistum. Es umfasst die Provinz Coclé.
Uriah Ashley war vom 18. Dezember 1993 bis zum 25. Juni 2015 der erste Bischof von Penonomé. Sein Nachfolger ist Edgardo Cedeño Muñoz SVD.

## Weblinks

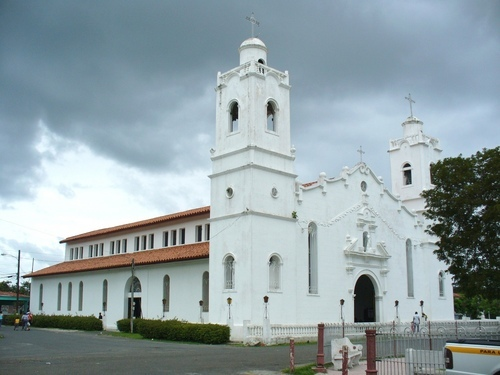
Kathedrale San Juan Bautista in Penonomé